# Людучин, Роман Владимирович
Роман Владимирович Людучин (4 мая 1988, Пенза, СССР) — российский хоккеист, нападающий, хват клюшки — левый.

## Биография
В детстве вместе с отцом увлекался многими видами спорта, футболом, настольным теннисом. Так как местный хоккейный «Дизелист» был популярен в городе, в возрасте четырёх с половиной лет Людучина отдали в спортивную школу.
Начинал играть в «Дизеле»-2 в первой лиге. В 43 матчах регулярного чемпионата сезона 2005/06 годов набрал 19 (9+10) очков. По ходу сезона 17-летний форвард тремя играми дебютировал за «Дизель», забросив свою первую шайбу в высшей лиге. В следующем сезоне за основу провёл 34 игры регулярного чемпионата, а за вторую команду 28 матчей. С 37 (16+21) очками в первой лиге был одним из лидеров, в высшей лиге набрал 16 (10+6) баллов. В регулярном чемпионате 2007/08 в 60 матчах набрал 58 (26+32) очков, став одним из самых результативных игроков всей лиги. Клуб занял четвёртое место.
Летом 2008 года, омский «Авангард», московские «Динамо» и «Спартак» проявляли интерес к Людучину, который решил перейти в «Спартак». Первую шайбу в КХЛ забросил 18 сентября в матче против «Витязя». Дважды по ходу регулярного чемпионата Людучин забивал по две шайбы. Всего в 40 матчах набрал 18 (9+9) очков и был номинирован на приз лучшему новичку сезона КХЛ — «Трофей Алексея Черепанова». Людучин принял участие в шести встречах плей-офф, забросив одну шайбу. В четвертьфинале путь «Спартаку», сенсационно обыгравшему в первом раунде СКА, преградил «Локомотив». В сезоне играл и в высшей лиге — в двух матчах за пермский «Молот-Прикамье» набрал 2 (1+1) очка.
По ходу регулярного чемпионата 2009/10 в первых шести для себя матчах набрал 6 (3+3) очков. В октябре забивал на протяжении трёх матчей подряд. В концовке чемпионата не мог набрать ни одного очка на протяжении 7 матчей. Людучин принял участие во всех 56 встречах регулярного чемпионата и набрал 28 (15+13) очков. В плей-офф — только одна голевая передача.
В сезоне 2010/11 стал пятым бомбардиром команды, набрав в 49 встречах 21 (7+14) очко. Почти весь сезон провёл между третьим и четвёртым звеном. В плей-офф сыграл лишь один матч, а «Спартак» в четырёх встречах уступил СКА. Людучин был вызван во вторую сборную России на турнир в Польше, где в 3 матчах набрал 6 (2+4) баллов.
Сезон 2011/12 стартовал у Людучина ближе к концу октября — до этого он восстанавливался от травмы. 19 октября Роман вышел в игре против «Атланта», сделал дубль, но тогда же усугубил своё повреждение и выбыл ещё на десять дней. Затем стал одним из лидеров «Спартака», заслужив перевод из второго звена в ударную тройку. В 37 матчах регулярного чемпионата набрал 24 (15+9) очков, заняв вторую строчку и в списке бомбардиров, и в списке снайперов «Спартака» вслед за Штефаном Ружичкой. Людучин попал в поле зрения тренерского штаба сборной России. Он был готов принять участие ещё в немецком этапе «Еврочелленджа», но не успел получить визу. Дебютировал в сборной в Ярославле — во время встречи со сборной Словакии. В первом периоде стал одним из авторов результативной передачи. Запомнился попыткой эффектно исполнить один из послематчевых буллитов – в своем фирменном стиле с разворотом на 360 градусов, однако забить не удалось. В середине декабря 2011 года Людучин был задержан за управлением автомобиля в нетрезвом виде. В итоге он был лишён прав на 1,5 года.
3 мая 2012 года Людучин подписал трехлетний контракт с ярославским «Локомотивом». Однако больше времени находился на скамейке запасных. Принял участие в 22 матчах регулярного первенства 2012/2013, заработав всего 5 результативных очков (1+4). 29 декабря 2012 года стало известно о том, что клуб может выставить Людучина на драфт отказов. 30 января 2013 года Людучин, в результате обмена на право выбора в 4-м раунде драфта юниоров, присоединился к нижнекамскому «Нефтехимику», в составе которого за оставшуюся часть сезона, провёл 2 встречи в чемпионате, отметившись при этом единственной заброшенной шайбой, а также сыграл 3 матча в плей-офф.

## Статистика
| Легенда | Легенда                    | Легенда | Легенда                   | Легенда | Легенда    |
| ------- | -------------------------- | ------- | ------------------------- | ------- | ---------- |
| И       | Количество проведённых игр | Штр     | Штрафное время            | +/−     | Плюс-минус |
| Г       | Голы                       | П       | Голевые передачи          | О       | Очки       |
| -       | Статистика неизвестна      | —       | Статистика не учитывалась |         |            |